# Списак добитница Нобелове награде
До 2018. године, Нобелову награду добило је 853 мушкараца, 53 жене (Марија Кири је добила двапут) и 24 организације.
Од 58 Нобелових награда додељених женама:
- 2 је за економију
- 7 је за хемију
- 4 је за физику
- 16 је за књижевност
- 12 је за медицину
- 17 је за мир

Прва жена која је добила Нобелову награду била је Марија Кири, која је 1903. године добила Нобелову награду за физику, заједно са својим мужем, Пјером Киријем, и Анријем Бекерелом. Марија Кири је такође једина жена која је више пута освојила Нобелову награду; 1911. године добила је Нобелову награду за хемију. Кћерка Марије Кири, Ирена Жолио-Кири, добила је Нобелову награду за хемију 1935. године, што их чини јединим паром мајке и кћерке које су добиле Нобелову награду.
Година у којој је највише Нобелових награда додељено женама била је 2009. када је пет жена добило Нобелову награду у четири различите категорије.
Најмлађа добитница Нобелове награде, је Малала Јусуфзаи (са 17 година), а најстарија је Дорис Лесинг (88 година).

## Списак према категоријама

### Награда за хемију
- 1911. — Марија Кири
- 1935. — Ирена Жолио-Кири
- 1964. — Дороти Кроуфут Хоџкин
- 2009. — Ада Јонат
- 2018. — Френсис Арнолд
- 2020. — Емануел Шарпентје
- 2020. — Џенифер Дудна

### Награда за физику
- 1903. — Марија Кири
- 1963. — Марија Геперт-Мајер
- 2018. — Дона Стрикланд
- 2020. — Андреа Гез

### Награда за медицину или физиологију
- 1947. — Герти Кори
- 1977. — Розалин Сасмен Јалоу
- 1983. — Барбара Маклинток
- 1986. — Рита Леви-Монталчини
- 1988. — Гертруда Елајон
- 1995. — Кристијана Нуслајн-Волхард
- 2004. — Линда Б. Бак
- 2008. — Франсоаз Бар-Синуси
- 2009. — Елизабет Блекберн
- 2009. — Керол Грајдер
- 2014. — Меј-Брит Мозер
- 2015. — Ту Јују

### Награда за књижевност
- 1909. — Селма Лагерлеф
- 1926. — Грација Деледа
- 1928. — Сигрид Унсет
- 1938. — Перл Бак
- 1945. — Габријела Мистрал
- 1966. — Нели Закс
- 1991. — Надин Гордимер
- 1993. — Тони Морисон
- 1996. — Вислава Шимборска
- 2004. — Елфриде Јелинек
- 2007. — Дорис Лесинг
- 2009. — Херта Милер
- 2013. — Алис Манро
- 2015. — Светлана Алексијевич
- 2020. — Луиз Глик

### Награда за мир
- 1905. — Берта фон Сутнер
- 1931. — Џејн Адамс
- 1946. — Емили Грин Болч
- 1976. — Бети Вилијамс
- 1976. — Мејрид Кориган Мегвајер‎
- 1979. — Мајка Тереза
- 1982. — Алва Мирдал
- 1991. — Аунг Сан Су Ћи
- 1992. — Ригоберта Менчу
- 1997. — Џоди Вилијамс
- 2003. — Ширин Ебади
- 2004. — Вангари Матаи
- 2009. — Елен Џонсон Сирлиф
- 2009. — Лејма Гбови
- 2009. — Тавакул Карман
- 2014. — Малала Јусуфзаи
- 2018. — Надија Мурад

### Награда за економију
- 2009. — Елинор Остром
- 2019. — Естер Дуфло

## Добитнице Награде хронолошким редом
- 1903. — Марија Кири
- 1905. — Берта фон Сутнер
- 1909. — Селма Лагерлеф
- 1911. — Марија Кири
- 1926. — Грација Деледа
- 1928. — Сигрид Унсет
- 1931. — Џејн Адамс
- 1935. — Ирена Жолио-Кири
- 1938. — Перл Бак
- 1945. — Габријела Мистрал
- 1946. — Емили Грин Болч
- 1947. — Герти Кори
- 1963. — Марија Геперт-Мајер
- 1964. — Дороти Кроуфут Хоџкин
- 1966. — Нели Закс
- 1976. — Бети Вилијамс
- 1976. — Мејрид Кориган Мегвајер‎
- 1977. — Розалин Сасмен Јалоу
- 1979. — Мајка Тереза
- 1982. — Алва Мирдал
- 1983. — Барбара Маклинток
- 1986. — Рита Леви-Монталчини
- 1988. — Гертруда Елајон
- 1991. — Надин Гордимер
- 1991. — Аунг Сан Су Ћи
- 1992. — Ригоберта Менчу
- 1993. — Тони Морисон
- 1995. — Кристјана Нуслајн-Волхард
- 1996. — Вислава Шимборска
- 1997. — Џоди Вилијамс
- 2003. — Ширин Ебади
- 2004. — Линда Б. Бак
- 2004. — Елфриде Јелинек
- 2004. — Вангари Матаи
- 2007. — Дорис Лесинг
- 2008. — Франсоаз Баре Синуси
- 2009. — Елизабет Блекберн
- 2009. — Керол Грајдер
- 2009. — Ада Јонат
- 2009. — Херта Милер
- 2009. — Елинор Остром
- 2011. — Елен Џонсон Серлиф
- 2011. — Лејма Гбови
- 2011. — Тавакул Карман
- 2013. — Алис Манро
- 2014. — Меј-Брит Мојзер
- 2014. — Малала Јусуфзаи
- 2015. — Ту Јују
- 2015. — Светлана Алексијевич
- 2018. — Дона Стрикланд
- 2018. — Френсис Арнолд
- 2018. — Надија Мурад
- 2019. — Естер Дуфло
- 2020. — Андреа Гез
- 2020. — Емануел Шарпентје
- 2020. — Џенифер Дудна
- 2020. — Луиз Глик

## Добитнице Награде азбучним редом
- Адамс, Џејн
- Алексијевич, Светлана
- Арнолд, Френсис
- Бак, Линда Б.
- Бак , Перл
- Блекберн, Елизабет
- Вилијамс, Бети
- Вилијамс, Џоди
- Гбови, Лејма
- Гез, Андреа
- Геперт-Мајер, Марија
- Глик, Луиз
- Гордимер, Надин
- Грајдер, Керол
- Грин Болч, Емили
- Деледа, Грација
- Дудна, Џенифер
- Ебади, Ширин
- Елајон, Гертруда
- Жолио-Кирие, Ирена
- Закс, Нели
- Синуси, Франсоаз Баре
- Јалоу, Розалин Сасман
- Јелинек, Елфриде
- Јонат, Ада
- Јују, Ту
- Јусуфзаи, Малала
- Карман, Тавакул
- Кири, Марија
- Кори, Герти
- Кориган, Мајред
- Круфут Хоџкин , Дороти
- Лагерлеф, Селма
- Лесинг, Дорис
- Леви-Монталчини, Рита
- Мајка Тереза
- Манро, Алис
- Матаи, Вангари
- Маклинток, Барбара
- Менчу, Ригоберта
- Милер, Херта
- Мирдал, Алва
- Мистрал, Габријела
- Мојзер, Меј-Брит
- Морисон, Тони
- Мурад, Надија
- Нуслајн-Волхард, Кристијана
- Остром, Елинор
- Серлиф, Елен Џонсон
- Стрикланд, Дона
- Сутнер, Берта вон
- Ћи, Аунг Сан Су
- Унсет, Сигрид
- Шарпентје, Емануел
- Шимборска, Вислава